# 丘克氏唱片蛤
丘克氏唱片蛤（学名：Semele jukesii），是帘蛤目唱片蛤科唱片蛤属的一种。主要分布于越南、台湾及澳洲西北部的離島，常栖息在浅海沙底。
WoRMS不承認本物種，認為只是唱片蛤的同義詞。